# Autopsie de la révolution
Autopsie de la révolution est un essai de Jacques Ellul paru en 1969 qui pose le problème de la révolution dans la société française d'après 1968. Il constitue le premier d'une trilogie  qu'Ellul consacre au thème de la révolution, avant De la révolution aux révoltes (1972) et Changer de révolution. L'inéluctable prolétariat (1982).

## Éditions
- Paris, Calmann-Lévy, collection Liberté de l'Esprit, 1969
- Paris, La Table Ronde / La petite vermillon, 2008

## Présentation de l'œuvre
La présentation qui suit reprend celle qu'en fait Frédéric Rognon en 2007 dans son livre Jacques Ellul. Une pensée en dialogue.

### Révolte et révolution
L'auteur commence par distinguer les concepts de « révolte » et de « révolution ». Deux traits caractérisent la révolte : le sentiment de l’intolérable, et l’accusation contre un ennemi. Il suffit d’un fait apparemment anodin pour qu’une limite soit franchie et que le quotidien devienne insupportable. La révolte s’apparente alors à un refus de l’histoire, c’est-à-dire au rejet d’un demain qui sera comme aujourd’hui : « Le révolté n’a pas de futur parce que ce futur ne peut être que l’aggravation du présent, et ce présent ils ne le veulent plus ». La révolte est donc une volonté de « dévier le cours normal de l’histoire ». De ce fait, la révolte est réactionnaire, désespérée et suicidaire. Elle est aussi marquée par une accusation, par la reconnaissance claire d’un bouc émissaire, mais elle n’est pas l’expression de la lutte des classes : elle manifeste plutôt une solidarité entre classes. La révolution, quant à elle, n’est pas une révolte ayant réussi : « Ce sont des catégories différentes ». Le point commun entre les deux phénomènes est leur opposition à l’histoire, l’« effort d’un recommencement absolu ». Ce qui les distingue, ce sont deux éléments nouveaux, propres à la révolution : la théorie et l’institution. À la différence de la révolte, qui est viscérale et immédiate, la révolution s’appuie sur une pensée préalable, une doctrine qui cherche à s’appliquer au réel. Elle n’est pas désespérée mais au contraire pleine d’espoir, et si la mort y est possible, elle est accidentelle. Par ailleurs, la révolution veut s’institutionnaliser, ce qui fait émerger un nouveau type d’acteurs : les gérants, qui mettent en ordre la révolution. Si la révolte est mouvement, la révolution tend à la constitution, et pour cela a besoin d’un État fort.

### La révolution dans l'histoire
Examinant ensuite différents cas de révoltes et de révolutions dans l’histoire, Ellul constate que c’est à partir de 1789 que se construit un modèle et que s’applique une doctrine. Hegel et surtout Marx font de la révolution une phase normale, explicable et relativement prévisible dans l’histoire : elle change donc de nature, cesse d’être une explosion spontanée de colère, et s’oriente vers un futur réalisable. Tout irrationnel se trouve exclu de la révolution, et de fait c’est l’homme lui-même qui en est évacué. Le poids des mécanismes objectifs de la révolution, insérée dans l’histoire systématique, s’accroît au détriment des facteurs proprement humains. Le rôle de l’État dans la société issue de la révolution, ainsi que la concordance entre la révolution et la guerre, illustrent cette déshumanisation de la révolution, tandis que la révolte était l’expression spontanée de l’homme. Ainsi « normalisée », la révolution se voit « trahie ».

### La banalisation
La révolution est aujourd'hui  « banalisée ». Elle est le pain quotidien de la société d’abondance et de consommation : parfaitement apprivoisée, elle est devenue le centre d’intérêt des conversations mondaines. On a fini par confondre la révolution avec le schéma global de notre société : « Nous assistons à un usage outrageux du terme révolution, tout et n’importe quoi est aujourd’hui ainsi qualifié ». Cette enflure des mots s’explique aisément par un mécanisme de compensation, le terme dispensant de la chose : dans la société technicienne, nous vivons la grisaille, l’ennui, l’absence de signification, la répétition, et les qualificatifs sont d’autant plus grands que la réalité est plus médiocre. Et le concept de révolution se vide complètement du fait de cette utilisation même.

### Quel avenir pour la révolution?
Ellul se demande s’il existe tout de même, encore aujourd’hui, une possibilité de véritable révolution : ce qu’il appelle la « révolution nécessaire ». La seule révolution nécessaire, à ses yeux, est justement celle qui s’oppose à la nécessité, qui permet donc à l’homme d’accéder à la liberté. Elle doit par conséquent s’attaquer à l’État, notamment à l’État révolutionnaire, et elle doit se dresser contre la société technicienne. Jacques Ellul ne le cache pas, la conséquence de cette unique révolution libératrice, c’est évidemment la baisse de la productivité et la régression du bien-être individuel : « Si l’on n’est pas prêt à payer ce prix, (…) on n’est pas prêt pour une révolution, pour la seule révolution nécessaire aujourd’hui ».